# Ole Einar Bjørndalen
Ole Einar Bjørndalen (Drammen, 27 de enero de 1974) es un deportista noruego que compitió en biatlón. Conocido como el «rey del biatlón», es uno de los biatletas más grandes de la historia, por sus ocho títulos de campeón olímpico, veinte medallas de oro en los Mundiales y 108 victorias en la Copa del Mundo.
Participó en seis Juegos Olímpicos de Invierno, entre los años 1994 y 2014, obteniendo en total catorce medallas: oro y plata en Nagano 1998, cuatro oros en Salt Lake City 2002, dos platas y un bronce en Turín 2006, oro y plata en Vancouver 2010 y dos oros y un bronce en Sochi 2014. Ganó 45 medallas en el Campeonato Mundial de Biatlón entre los años 1997 y 2017.
Estuvo casado con la biatleta italo-belga Nathalie Santer, de quien se separó en 2012. En 2016 se casó con la biatleta bielorrusa Daria Domracheva. Su hermano Dag también es biatleta.
Fue nombrado «Atleta del año» de su país en 2001 y 2014. En 2002 recibió el premio Egebergs Ærespris a la excelencia deportiva de Noruega. En 2011 fue condecorado con la medalla Holmenkollen a los esquiadores internacionales más sobresalientes del año.
Después de retirarse en 2018 de la competición, se convirtió en entrenador del equipo masculino de biatlón de China.

## Trayectoria

### Inicios
Creció en una granja del municipio de Modum, en donde se aficionó al esquí de fondo. A los 16 años se matriculó en la Academia de Deportes de Geilo para especializarse en esquí de fondo y biatlón. Es allí donde perfeccionó la técnica de tiro con rifle. Su primera participación internacional fue en marzo de 1993, en la Copa del Mundo disputada en Kontiolahti. Su primer podio (segundo lugar) lo consiguió en la prueba de velocidad realizada en Bad Gastein en diciembre de 1994 y su primera victoria individual en la Copa del Mundo fue en enero de 1996 en Antholz.
La temporada 1996-97 marcó el inicio de su exitosa y dilatada carrera. Ganó tres pruebas de la Copa del Mundo y se alzó con el segundo lugar de la clasificación general. También obtuvo sus dos primeras medallas en el Campeonato Mundial (plata en el relevo y bronce en persecución).
En 1998 consiguió su primer título olímpico al vencer en la prueba individual de los Juegos de Nagano 1998 y su primer Globo de Cristal en la Copa del Mundo, al ganar la clasificación general de la temporada.

### Juegos Olímpicos
En los Juegos Olímpicos de Salt Lake City 2002 ganó las cuatro pruebas masculinas del programa: oro en velocidad por delante del alemán Sven Fischer, oro individual ganando al alemán Frank Luck, oro en persecución venciendo al francés Raphaël Poirée y oro con el relevo conformado por Halvard Hanevold, Frode Andresen y Egil Gjelland.
En Turín 2006 no pudo revalidar ningún título y se tuvo que conformar con dos medallas de plata (individual y persecución) y una de bronce (salida en grupo). En Vancouver 2010 se coronó campeón con el relevo (junto con Halvard Hanevold, Tarjei Bø y Emil Hegle Svendsen) y ganó la medalla de plata en la prueba individual, siendo superado por Emil Hegle Svendsen.
En su última participación olímpica, Sochi 2014, ganó dos medallas de oro, en velocidad por delante del austríaco Dominik Landertinger y con el relevo mixto (compuesto por Tora Berger, Tiril Eckhoff y Emil Hegle Svendsen) y una de bronce en el relevo masculino.

### Campeonato Mundial
Compitió en 23 Campeonatos Mundiales, entre 1994 y 2017, y ganó en total 45 medallas, 20 de oro, 14 de plata y 11 de bronce. En 1998 consiguió dos medallas (una de oro), en 1999 dos de bronce, tanto en 2000 como en 2001 ganó dos medallas, en 2003 obtuvo dos títulos (en velocidad y salida en grupo) y en 2004 logró cuatro medallas pero ningún título.
El Mundial de 2005 fue uno de los mejores de su carrera: venció en cuatro carreras (velocidad, persecución, salida en grupo y relevos). En 2006 solo obtuvo una plata, en 2007 tres medallas y dos títulos, en 2008 cuatro medallas (oro en persecución). El de 2009 fue su segundo mejor Mundial, ganando nuevamente cuatro títulos (velocidad, persecución, individual y relevos).
Entre 2010 y 2015 sumó siete medallas (cinco de oro), pero todas como parte de un relevo, y se fue de vacío en las pruebas individuales. En 2016 consiguió subir cuatro veces al podio, con un título más en el relevo masculino. Su última medalla mundialista la obtuvo en 2017, bronce en persecución.

### Copa del Mundo
En la Copa del Mundo obtuvo en total 199 podios, 108 de primer lugar, 58 de segundo y 33 de tercero. Ganó la clasificación general y obtuvo el Globo de Cristal en seis ocasiones: 1998, 2003, 2005, 2006, 2008 y 2009. Siendo sus temporadas más exitosas las de 2002-03 (ganador de las clasificaciones finales de velocidad, persecución y salida en grupo), 2004-05 (ganador de las clasificaciones finales de velocidad, individual y salida en grupo) y 2007-08 (ganador de las clasificaciones finales de velocidad, persecución y salida en grupo). En total, ganó nueve veces la clasificación final de velocidad, cinco veces la de persecución, cinco veces la de salida en grupo y una la individual.

## Palmarés internacional
| Juegos Olímpicos   | Juegos Olímpicos                | Juegos Olímpicos  | Juegos Olímpicos |
| Año                | Lugar                           | Medalla           | Prueba           |
| ------------------ | ------------------------------- | ----------------- | ---------------- |
| 1998               | Nagano (Japón)                  | Medalla de oro    | Individual       |
| 1998               | Nagano (Japón)                  | Medalla de plata  | Relevo           |
| 2002               | Salt Lake City (Estados Unidos) | Medalla de oro    | Velocidad        |
| 2002               | Salt Lake City (Estados Unidos) | Medalla de oro    | Persecución      |
| 2002               | Salt Lake City (Estados Unidos) | Medalla de oro    | Individual       |
| 2002               | Salt Lake City (Estados Unidos) | Medalla de oro    | Relevo           |
| 2006               | Turín (Italia)                  | Medalla de plata  | Individual       |
| 2006               | Turín (Italia)                  | Medalla de plata  | Persecución      |
| 2006               | Turín (Italia)                  | Medalla de bronce | Salida en grupo  |
| 2010               | Vancouver (Canadá)              | Medalla de oro    | Relevo           |
| 2010               | Vancouver (Canadá)              | Medalla de plata  | Individual       |
| 2014               | Sochi (Rusia)                   | Medalla de oro    | Velocidad        |
| 2014               | Sochi (Rusia)                   | Medalla de oro    | Relevo mixto     |
| 2014               | Sochi (Rusia)                   | Medalla de bronce | Relevo           |
| Campeonato Mundial |                                 |                   |                  |
| Año                | Lugar                           | Medalla           | Prueba           |
| 1997               | Osrblie (Eslovaquia)            | Medalla de plata  | Relevo           |
| 1997               | Osrblie (Eslovaquia)            | Medalla de bronce | Persecución      |
| 1998               | Hochfilzen (Austria)            | Medalla de oro    | Equipo           |
| 1998               | Hochfilzen (Austria)            | Medalla de plata  | Persecución      |
| 1999               | Kontiolahti (Finlandia)         | Medalla de bronce | Salida en grupo  |
| 1999               | Kontiolahti (Finlandia)         | Medalla de bronce | Relevo           |
| 2000               | Oslo (Noruega)                  | Medalla de plata  | Relevo           |
| 2000               | Oslo (Noruega)                  | Medalla de bronce | Salida en grupo  |
| 2001               | Pokljuka (Eslovenia)            | Medalla de plata  | Salida en grupo  |
| 2001               | Pokljuka (Eslovenia)            | Medalla de bronce | Relevo           |
| 2003               | Janty-Mansisk (Rusia)           | Medalla de oro    | Velocidad        |
| 2003               | Janty-Mansisk (Rusia)           | Medalla de oro    | Salida en grupo  |
| 2004               | Oberhof (Alemania)              | Medalla de plata  | Relevo           |
| 2004               | Oberhof (Alemania)              | Medalla de bronce | Velocidad        |
| 2004               | Oberhof (Alemania)              | Medalla de bronce | Persecución      |
| 2004               | Oberhof (Alemania)              | Medalla de bronce | Individual       |
| 2005               | Hochfilzen (Austria)            | Medalla de oro    | Velocidad        |
| 2005               | Hochfilzen (Austria)            | Medalla de oro    | Persecución      |
| 2005               | Hochfilzen (Austria)            | Medalla de oro    | Salida en grupo  |
| 2005               | Hochfilzen (Austria)            | Medalla de oro    | Relevo           |
| 2006               | Pokljuka (Eslovenia)            | Medalla de plata  | Relevo mixto     |
| 2007               | Antholz (Italia)                | Medalla de oro    | Velocidad        |
| 2007               | Antholz (Italia)                | Medalla de oro    | Persecución      |
| 2007               | Antholz (Italia)                | Medalla de plata  | Relevo           |
| 2008               | Östersund (Suecia)              | Medalla de oro    | Persecución      |
| 2008               | Östersund (Suecia)              | Medalla de plata  | Individual       |
| 2008               | Östersund (Suecia)              | Medalla de plata  | Salida en grupo  |
| 2008               | Östersund (Suecia)              | Medalla de plata  | Relevo           |
| 2008               | Östersund (Suecia)              | Medalla de bronce | Velocidad        |
| 2009               | Pyeongchang (Corea del Sur)     | Medalla de oro    | Velocidad        |
| 2009               | Pyeongchang (Corea del Sur)     | Medalla de oro    | Persecución      |
| 2009               | Pyeongchang (Corea del Sur)     | Medalla de oro    | Individual       |
| 2009               | Pyeongchang (Corea del Sur)     | Medalla de oro    | Relevo           |
| 2010               | Janty-Mansisk (Rusia)           | Medalla de plata  | Relevo mixto     |
| 2011               | Janty-Mansisk (Rusia)           | Medalla de oro    | Relevo           |
| 2011               | Janty-Mansisk (Rusia)           | Medalla de oro    | Relevo mixto     |
| 2012               | Ruhpolding (Alemania)           | Medalla de oro    | Relevo           |
| 2012               | Ruhpolding (Alemania)           | Medalla de oro    | Relevo mixto     |
| 2013               | Nové Město (República Checa)    | Medalla de oro    | Relevo           |
| 2015               | Kontiolahti (Finlandia)         | Medalla de plata  | Relevo           |
| 2016               | Oslo (Noruega)                  | Medalla de oro    | Relevo           |
| 2016               | Oslo (Noruega)                  | Medalla de plata  | Velocidad        |
| 2016               | Oslo (Noruega)                  | Medalla de plata  | Persecución      |
| 2016               | Oslo (Noruega)                  | Medalla de bronce | Salida en grupo  |
| 2017               | Hochfilzen (Austria)            | Medalla de bronce | Persecución      |

### Juegos Olímpicos
| Prueba              | Individual       | Velocidad      | Persecución      | Salida en grupo   | Relevo            | Relevo mixto   |
| ------------------- | ---------------- | -------------- | ---------------- | ----------------- | ----------------- | -------------- |
| Lillehammer 1994    | 36               | 28             | —                | —                 | 7                 | —              |
| Nagano 1998         | 7                | Medalla de oro | —                | —                 | Medalla de plata  | —              |
| Salt Lake City 2002 | Medalla de oro   | Medalla de oro | Medalla de oro   | —                 | Medalla de oro    | —              |
| Turín 2006          | Medalla de plata | 11             | Medalla de plata | Medalla de bronce | 5                 | —              |
| Vancouver 2010      | Medalla de plata | 17             | 7                | 27                | Medalla de oro    | —              |
| Sochi 2014          | 33               | Medalla de oro | 4                | 22                | Medalla de bronce | Medalla de oro |